# Roos Wiltink
Roos Wiltink (Amsterdam, 23 mei 1997) is een Nederlands actrice. Ze vertolkte de rol van Sonja Holleeder in de televisieserie Judas. Eerder speelde ze onder meer in de driedelige serie Den Uyl en de affaire Lockheed.
In 2009 was ze te zien in de bioscoopfilm Terug naar de kust, als de 12-jarige versie van Ans Vos. Ook speelde ze in 2012 in Verborgen Verhalen en daarna in Penoza.

## Filmografie
- 2009: Terug naar de kust - Ans (12 jaar)
- 2010: Den Uyl en de affaire Lockheed - Ariane den Uyl
- 2011–2012: Hoe overleef ik? - Rosa
- 2012: Verborgen Verhalen - Lola, aflevering Liz
- 2013: Penoza III - Laura
- 2014: Moordvrouw - Vera Hoeke, aflevering Blue
- 2014: Aanmodderfakker - Lisa
- 2015: Celblok H - Carly
- 2016: Lost in the Game - Rosie
- 2017: De 12 van Oldenheim - Nine Veldhoven
- 2019: Judas - Sonja Holleeder
- 2022: Zwanger & Co - Nikki

- International Standard Name Identifier: 0000 0003 8876 0620
- Nederlandse Thesaurus van Auteursnamen: 339603356
- Virtual International Authority File: 282011186
- WorldCat: E39PBJbxFTCPhYTmcBcPQxjcT3